# 小佛灣摩崖造像
小佛灣摩崖造像位於重慶市大足区寶頂山小佛灣，在大佛灣東200米處，緊挨聖壽寺右側。宋稱「聖壽本尊殿」、「大寶樓閣」，民國時稱「小佛灣」，是寶頂石窟的重要組成部分。其結構布局有祖師法身經目塔、七佛壁、石壇（其上下有佛壇龕1，石砌洞窟5）、石砌灌頂井等，編9號，存造像1138尊，銘文88塊。1961年3月4日列為第一批全國重點文物保護單位。2000年9月7日列為第一批重慶市文物保護單位。